# Cyclura ricordi
Cyclura ricordi је гмизавац из реда Squamata и фамилије Iguanidae.

## Угроженост
Ова врста је крајње угрожена и у великој опасности од изумирања.

## Распрострањење
Ареал врсте је ограничен на мањи број држава. 
Врста је присутна у Хаитију и Доминиканској Републици.

## Станиште
Станишта врсте су шуме, морски екосистеми и екосистеми ниских трава и шумски екосистеми.